# Château de la Griffonnière
Le château de la Griffonnière est situé sur la commune de Bâgé-Dommartin, en France.

## Situation
Le château est situé sur la commune de Bâgé-Dommartin dans le département de l'Ain, en région Auvergne-Rhône-Alpes.

## Description
Le château de la Griffonnière se compose d'un corps de bâtiment rectangulaire avec à chaque angle une tour octogonale à toit pointu. Au centre de la façade est se trouve une tour hexagonale couronnée d'une terrasse à laquelle on accède par un escalier de pierre en colimaçon. Il a été récemment restauré[réf. souhaitée].

## Histoire
Le château de la Griffonnière existait déjà au XVIe siècle, il a été en partie reconstruit au XIXe siècle.